# خايرو كاستيلو
خايرو كاستيلو (بالإسبانية: Jairo Castillo)‏ (17 نوفمبر 1977 في كولومبيا - ) هو لاعب كرة قدم كولومبي في مركز الهجوم. شارك مع منتخب كولومبيا تحت 20 سنة لكرة القدم ومنتخب كولومبيا لكرة القدم. أما مع النوادي، فقد لعب مع أتليتيكو توكومان وأمريكا دي كالي وأيل ليماسول وإنديبندينتي وديفينسور سبورتينغ وريال بلد الوليد وغودوي كروز وفيليز سارسفيلد ونادي ميلوناريوس وBoyacá Chicó F.C. ‏ ونادي كيريتارو وأتليتيكو بوكارامانغا.

## وصلات خارجية
- خايرو كاستيلو على موقع الاتحاد الدولي (مؤرشف)  (الإنجليزية)
- خايرو كاستيلو على موقع قاعدة بيانات كرة القدم.إي يو (الإنجليزية)
- خايرو كاستيلو على موقع ناشيونال فوتبول تيمز (الإنجليزية)
- خايرو كاستيلو على موقع Soccerway.com (الإنجليزية)
- خايرو كاستيلو على موقع عالم كرة القدم.نت (الإنجليزية)